# پیر بونار

آخرین خود نگاره (۱۹۴۵) بنیاد بمبر

پیِر بونار (به فرانسوی: Pierre Bonnard) ‏ (۱۸۶۷–۱۹۴۷) نقاش فرانسوی و از بنیان‌گذاران گروه نبی‌ها بود.

## زندگی‌نامه
پیِر بونار در سال ۱۸۶۷ در حومهٔ پاریس به دنیا آمد. زندگی جوانی او به عنوان پسر وزیر برجسته و رسمی جنگ فرانسه، شاد و سبکبار بود. به خاطر پافشاری پدرش، او حقوق خواند، فارغ‌التحصیل شد و مدت کوتاهی به عنوان وکیل مدافع کار کرد. در عین حال او در کلاس‌های هنری هم شرکت می‌کرد. ابتدا در آکادمی ژولین و سپس در مدرسه هنرهای زیبای پاریس هنرآموزی کرد. در دهه ۱۸۹۰ به کار طراحی پوستر، طراحی صحنه تئاتر و نقاشی دکور پرداخت. مدتی نیز به کشیدن صحنه‌هایی از زندگی روزمره خانگی مشغول شد.
اولین نمایشگاهش در گالری دوراند روئل در ۱۸۹۶ بود. در دهه بیستم زندگیش عضوی از یک گروه پاریسی بود که خود را «نبی‌ها» (پیامبران) می‌نامیدند و به بونار لقب «نبی بسیار ژاپنی» داده بودند. گروه نبی‌ها، گروهی از هنرمندان جوانی بودند که معتقد به خلق آثار سمبلیک و طبیعت معنوی بودند. دیگر نبی‌ها شامل ادوارد ویارد و موریس دنی بودند. نبی‌ها، که گو گن را قهرمان خود می‌دانستند، همچون او به دنبال سبکی بودند که سادگی
و ظرافت را در خود جمع داشته باشد و به پیچیدگی‌های رنگ باخته هنر رسمی پاسخ گوید.
او در سال ۱۹۱۰ پاریس را به مقصد جنوب فرانسه ترک گفت و به طو ر دائم مقیم آنجا شد.
بونار خود به دلیل آنکه با جنبش معاصرتری همیشه همراه نبود، خود را " واپسین نقاش امپرسیونیست می‌نامید.
او در ۲۳ ژانویه ۱۹۴۷ در لو کنه (جنوب شرقی فرانسه) چشم از زندگی فروبست.
هنگامی که پیر بونار در سال ۱۹۴۷ چشم از زندگی فروبست، نمایشگاه یادمانی بزرگی از آثار او در پاریس بر پا شد.

## خصوصیات آثار
اکثر تابلوهای او دارای رنگهای شاد و متنوع و نقش‌مایه‌های چشم آشنایند.
فضاهای داخلی زندگی عادی یا چند نفری که دور یک میز جمع شدند، یا زنی برهنه که در حال شستشو و آرایش خویش است، و نیز طبیعت بی جان و چشم‌اندازها – و هر کدامشان علاقه‌مندان خاص خود را دارد.
آنها نه سورئالیستی اند، نه هنر انتزاعی، ونه به معنای آکادمیک و پیشا امپرسیونیستی، شکل نما (یا فیگوراتیو)اند. بونار بیش از بیست سال از زندگی خود را درجنوب فرانسه گذرانده و نقاشی‌هایش گویی سرشار از تابناکی و درخشندگی سواحل مدیترانه است. در بیشتر تابلوهایش مناظر مدیترانه را تصویر کرده‌است و نور در آثار او فراوان دیده می‌شود.
برجستگی بونار در شور و عشقی بود که به باسمه‌های چوبی ژاپنی، رنگ‌بندی تخت آنها، فضاهای موزون، و ترکیب بندی‌های غالباً مقطع و با روح آن‌ها داشت.
بونار در آثارش از نقاشی‌های ژاپنی الهام گرفته بود و تابلوهای او مناظر گیاهان را نشان می-
دهد.
شهرت اولیه وی حاصل چاپ نقش‌هایی بود که این ویژگی‌ها در آن نمایان بودند.
نقاشی‌های همان سال او، اغلب صمیمانه‌تر و دارای فضای گرمتری هستند: آن‌ها تابلوهای کوچکی اند، که بامایه‌های ملایم و خال خالهای شکل‌دار خفیفی، تزئینات داخلی آن زمان خانه‌های بورژوایی را منعکس می‌کنند. برخی از این تابلوها شامل پیکره‌های برهنه‌اند که به ویژه یکی، دوتای آن‌ها شهوت انگیزند، ولی فضای معمول آنها، فضای آرامش بخش درون خانه است.
افزون بر آنها، بونار در فرصتهایی در این دوره از عهدهٔ کشیدن نقاشی‌های تزئینی بزرگ-تری برآمده‌است که مایه‌های تصویری سبک‌تر و حال وهوای روشن تری دارند و آرایش فرمهای تزئینی شان به گونهٔ واضحی به چشم می‌آید.
در چند تابلو یک سگ را در کنار زن جوانی به تصویر می‌کشد، یعنی عنصری بیگانه را به نقشی از زیبایی خیالی می‌افزاید تا ده ناتانسون که از دوستان نزدیک بونار بود می‌گفت:" سگ همیشه بخشی از شخصیت بونار بود.

## نظر منتقدان و علاقه‌مندان آثار
علاقه‌مندان، تابلوهای او را " با شکوه "، " پر جاذبه "، و" شاد " توصیف می‌کردند.
منتقدان تابلوهای بونار را به خاطر حال وهوای درون‌خانه‌ای آنها، " خودمانی نامیده‌اند
بونار به هیچ وجه یک امپرسیونیست نبود: درون مایهٔ کار او دریافت بصری نیست بلکه حافظه و خاطره است. ویلیام جیمز، فیلسوف وروان‌شناس آمریکایی، حدود سال ۱۸۹۰ در بارهٔ خاطره سخنی گفته‌است که ذکرش بی مناسبت نیست: " خاطره، مانند احساس مستقیم و بی واسطه است.
گرمی و صمیمیتی که با یک خاطره درآمیخته می‌شود با موضوعات عینی و پیش رو میانه‌ای ندارد."
مارسل پروست نویسندهٔ فرانسوی هم عصر بونار، زندگی خویش را وقف ساختن بنای با شکوه و پر ظرافت خاطره کرد و حاصل آن کتاب (در جستجوی زمان از دست رفته) بود (که حدوداً در سال ۱۹۱۲ به پایان رسید و بین سال‌های ۱۹۱۳ تا ۱۹۲۷ انتشار یافت) سوان، پرسوناژ اصلی کتاب، هنگامی که در پایان تلاش‌ها یش به گذشته می‌اندیشید چنین می‌گوید: " دچار خستگی و بیم می‌شدم از این حس که همهٔ این زمان دراز را نه تنها بی هیچ وقفه‌ای زندگی کرده، اندیشیده، زائیده بودم و این همه زندگی من در وجود خود من بود، بلکه باید آن را دقیقه به دقیقه به خود متصل نگه می‌داشتم، بر آن سوار بودم و بر بلندای سرگیجه آورش جا گرفته بودم و با هر حرکتم باید آن را هم جا به جا می- کردم." " زائیدن" کلمهٔ گویا یی برای فعالیت بونار است که محرک آن لذت نیست، بلکه درد است.

## شیوهٔ کار بونار
او به‌طور معمول یک بوم را از عرض، روی دیوار یک اتاق، اغلب روی یک کاغذ دیواری نقش‌دار، میخ می‌کرد و دو، سه سوژه کاملاً متفاوت را، از حافظه و بدون نگاه به مدل، روی آن نقاشی می‌کرد. می‌گفت: من خیلی ضعیفم و در برابر یک شی یا شخص عنان اختیار از کنم خارج می‌شود.
همچنین می‌گفت: " حضور شی یا شخص، ذهن نقاش را مغشوش می‌کند. نقاشی که کارش ضبط و ثبت "ایدهٔ اولیه" و "جذبه و فریبندگی" است: "اگر این جذبه و فریبندگی، و ایدهٔ اولیه محو شود، تنها چیزی که باقی می‌ماند نقش مایه است، موضوعی که به نقاش هجوم می‌آورد و بر او چیره می‌گردد."

## تحلیل اثر برهنه در حمام
بونار هنگامی که به جنوب فرانسه نقل مکان می‌کند و آفتاب مدیترانه را به فضای نقاشی خود راه می‌دهد، حضور پیکرههای برهنه در تابلوهایش بیشتر و حرکت قلمش آزادتر می‌گردد.
نمونهٔ گونه نمای این دورهٔ کار اوست. زن جوان، یک سگ و وسایل حمام را در فضایی می‌بینیم که آفتاب مدیترانه‌ای از میان کرکرهٔ پنجره به درونش تابیده و بر اثر برخورد با کاشی‌ها انعکاس یافته‌است. زنی که بدن او در این تابلو قرار گرفته مارت نام دارد که از سال‌های ۱۸۹۰ دوست وی بود و سپس همسر رسمی او شده‌است. آنچه در وهلهٔ نخست جلب نظر می‌کند، غنای صدفی این نقاشی است؛ ولی آن در عین حال یک تصویر متحیرکننده است. زن در یک ژست غیرعادی دیده می‌شود و عملش نا معلوم است. سگی که در کنار پای او لمیده، یک سیلوئت (با طرح سایه وار) نیمه مشخص است که رنگ غیرواقعی دارد. رنگ‌ها کاملاً با واقعیت جور در نمی‌آیند: تغییر رنگ کاشی‌ها عصبیت به نظر می‌رسند، سایه زیر چهار پایهٔ سفید رنگ است، و زن بنفش و ارغوانی است. برخی اشیا خط و مرز و شخصی دارند و برخی نا مشخص اند، و نمی‌توانیم توصیفی برای اختلاف آن‌ها داشته باشیم. سپس به یاد می‌آوریم که مارت باید در آن موقع به پنجاه سالگی رسیده باشد. او که اندامی ظریف داشت و بسیار جذاب به نظر می‌رسید، موجودی عصبی بود که وسواس بهداشت و سلامتی داشت. بونار اغلب او را در حمام به تصویر درآورده است، و او همیشه حضوری تقریباً غیر مادی دارد، همچون مرواریدی است که در جا نگین خود گذاشته شده‌است.
بونار نقاشی‌هایی چون برهنه در حمام را کاری نفس گیر می‌دانست. هنگامی که یکی از آن‌ها را به پایان رسانده بود گفت: «من دیگر به هیچ وجه جرئت نخواهم کرد که چنین سوژهٔ مشکلی را انتخاب کنم»، ولی بارها و بارها چنین کرد.